# Абай (Зеленовский район)
Абай — бывшее село в Зеленовском районе Западно-Казахстанской области Казахстана. Входило в состав Мичуринского сельского округа. Упразднено в 2011 году.

## Население
В 1999 году население села составляло 47 человек (23 мужчины и 24 женщины). По данным переписи 2009 года, в селе проживало 19 человек (9 мужчин и 10 женщин).